# Munkavle
Munkavle (även munkavel) är föremål som stoppas in i eller fästs eller binds fast framför munnen på någon för att hindra denne att tala eller som ett försök att dämpa skrik. En lufttät munkavle innebär en kvävningsrisk, om offret inte kan andas tillräckligt genom näsan. "Att sätta munkavle på någon" används ofta metaforiskt för "att hindra någon att berätta".

## Etymologi
Det historiska ursprunget till ordet är en kort käpp ("kavel") som spändes fast mellan käkarna på kalvar för att hindra dem från att dia. Den feta och proteinrika råmjölken användes till maträtten kalvdans. Kalven föddes upp på vanlig komjölk, eller slaktades som spädkalv.